# Undrumsdal
Undrumsdal är en kyrkby i Tønsbergs kommun i Vestfold fylke i sydöstra Norge. Orten ligger vid sidan av trafikplatsen där Europaväg 18 möter riksväg 19 och fylkesväg 306, sydväst om tätorten Skoppum. Den utgör en del av tätorten Solerød. Här finns Undrumsdals kyrka.
Tidigare har orten tillhört dåvarande Våle kommun, därefter dåvarande Re kommun.

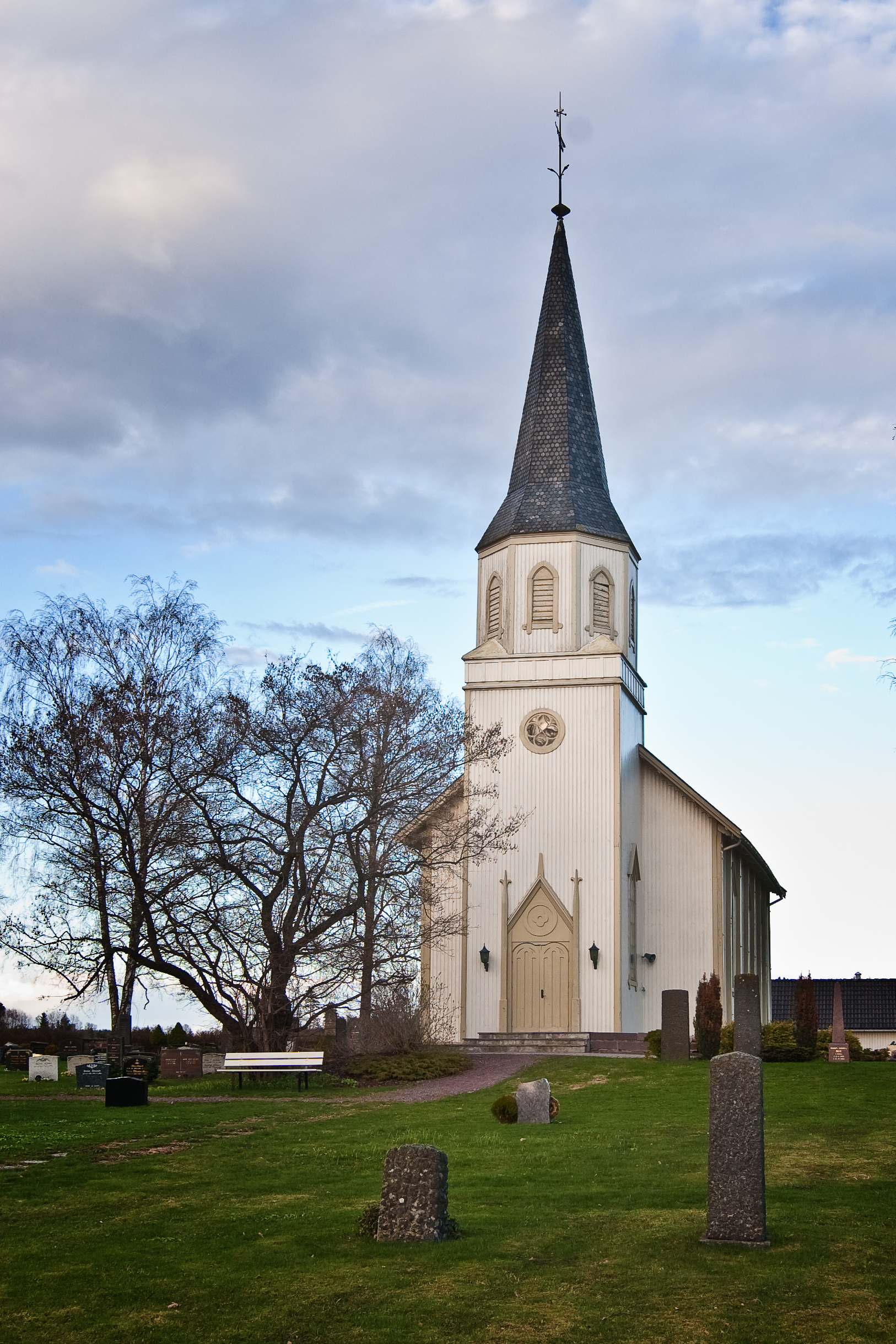
Undrumsdals kyrka.